# طريق مزدة-براك
طريق مزدة-براك هو طريق في ليبيا يربط ما بين مدينتي مزدة وبراك عبر الشويرف وقد ساهم في تلقيص المسافة ما بين مدينتي طرابلس، وسبها من 933 كم (عبر أبو قرين) إلى 780 كم.
الجزء مزدة-الشويرف أنجز ما بين سنتي 1976-1980.
الجزء الشويرف-براك أنجز ما بين سنتي 1980-1985.